# Ситта
Ситта (ср.-греч. Σίττας, ум. 538 или 539, Армения) — восточноримский военачальник, полководец императора Юстиниана I и его дяди и предшественника Юстина I. В 520-х годах служил телохранителем в гвардии будущего императора Юстиниана. В 527 году, в ходе войны с персами-Сасанидами предпринял две экспедиции в Армению под началом молодого полководца Велизария. Первая была удачна, в то время как вторая закончилась провалом. В дальнейшем он активно участвовал в кампании императора против персов, а после её окончания получил титул почётного консула. В 537/38 годах направился в Армению для подавления восстания, однако погиб в ходе попытки это сделать.
Военный магистр, сначала Востока, а затем Армении. Патрикий.

## Биография

### Имя и происхождение
Происхождение Ситты остаётся неясным. Д. Дечев в книге о фракийских языках утверждал, что его имя может быть фракийским. Согласно М. Шёнфельду, Ситта был остготом. О том, что Ситта может быть готом, писал и Б. Рубин. Н. Г. Адонц предполагал, что «Ситта» — это прозвище, а имя было Урсикий (так он назван в «Житии святого Феодора»). Также, согласно утверждению Н. Адонца, есть версия, что Урсикий — это романизированное имя Ситты.

### Военная биография
В 520-х годах, в годы правления императора Юстина I (518—527), Ситта служил дорифором (телохранителем-копьеносцем) в гвардии Юстиниана, который тогда занимал должность военного магистра Востока. Тогда ему поручили умиротворить макронов, кавказское племя, которое периодически переходило границу и грабило земли империи, приобретя большую личную славу. В 526 или уже в 527 году он вместе с молодым полководцем Велизарием возглавил экспедицию в Армению против сил сасанидского шахиншаха Кавада I. Это наступление было предпринято с целью ослабить давление, которое персы оказывали на Иберийское царство. Набег оказался удачным, римским войскам удалось захватить существенную добычу в землях противника. Тогда военачальники предприняли ещё одну экспедицию, в том же году, ранее августа, месяца, когда Юстиниан стал властителем Восточного Рима. Однако она уже была неудачна, поскольку они потерпели тяжёлое поражение от вражеской армии под командованием Аратия и Нарсеса.
Согласно Иоанну Малале, в 528 году Ситта женился на Комито, которая была старшей сестрой императрицы Феодоры. По предположению историка Дж. Мартиндейла, они могли быть родителями будущей императрицы Элии Софии. Рубин писал, что брак был инициативой именно Феодоры, которая «проводила политику увеличения своей внутренней власти» и считала Ситту перспективным полководцем. В том же году Ситту назначили на воссозданную должность военного магистра Армении, упразднённую до раздела империи. Он стал первым восточноримским военачальником с такой должностью. Согласно Иоанну Малале и Феофану Исповеднику, своих скиниаров (административных чиновников) Ситта набирал в рядах армян, считая их более подготовленными к работе благодаря знакомству с территорией. Численность армии под его командованием установить затруднительно, однако, по предположению Адонца, она была менее численности сил дукса Армении, который обладал 30-тысячным войском. В том же или уже в следующем, 529 году Ситта, согласно Прокопию Кесарийскому, отразил очередное нападение макронов и, преследуя их, загнал на территорию империи, где обратил в христианство и завербовал некоторых бывших разбойников в армию.
В 530 году Ситту назначили на должность военного магистра штаба (лат. magister militum praesentalis). Ему подчинялись недавно назначенный военный магистр Армении Дорофей и все прочие солдаты и военачальники региона. Тогда же они вдвоём возглавили очередной рейд против сасанидской армии, которая направлялась вглубь империи с целью взять в осаду Феодосиополь. Римская армия одержала над противником победу, после чего разграбила его лагерь и вернулась обратно. В том же году Ситте удалось успешно защитить от очередного персидского наступления город Сатала. В сражении под его контролем участвовало лишь 15 тысяч человек, а у персов было в два раза больше. Ситта во главе тысячного отряда при приближении противника спрятался за холмом, множество которых окружало город. Когда на следующий день противник приблизился к городу, отряд Ситты двинулся на него в решительное наступление подняв облако пыли и таким образом введя противника в заблуждение оп поводу численности своего отряда. В итоге противник в замешательстве отошёл от стен, ворота распахнулись, и римские войска нанесли удар с обеих сторон. В ходе ожесточённого боя отдельно себя проявили отряды кавалерии из Фракии, умелые действия которой склонили чашу весов в сторону римлян. Командир этого отряда захватил вражеский штандарт и изрубил знаменосца противника. Потерпев два поражения, персы отступили на свою территорию. Римляне же отказались от преследования, по словам Рубина, «под впечатлением от собственных потерь».
Следующий, 531 год встретил Ситту ещё в Армении. 19 апреля состоялась битва при Каллинике, в которой Велизарий потерпел тяжёлое поражение. Юстиниан созвал новую армию, и Ситта занял в ней должность одного из командующих. Она пересекла границу и захватила несколько укреплённых фортов противника. После этого Ситта перешёл через горы в Армении (по словам Мартиндейла, скорее всего речь идёт о горах Анти-Тавра) в сопровождении царя Гассанидов Ареты V, двигаясь в направлении Самосаты. В августе или сентябре того же года Сасаниды во второй раз взяли в осаду Мартирополь. В это время Ситта и Гермоген продвинулись к Атаку, что находился в примерно 32 километрах к северу, и разбили там лагерь.
Отсюда военачальники выступили в Амиде, откуда уже в октябре достигли Мартирополя. В вопросе о том, что произошло дальше, у различных византийских авторов нет единого мнения. Иоанн Малала писал, что персы сняли осаду и отступили, когда услышали о приближении значительных сил противника. В то же время Прокопий Кесарийский сообщал, что Ситта и Гермоген не смогли помочь городу и отправили своих послов с предложением знатных заложников на время переговоров. Персы приняли предложение и ушли от города до того, как узнали о смерти шахиншаха Кавада I и восшествии на престол его второго сына Хосрова I. Кроме этого по армии прошли слухи о нападении на северные границы племени савиров, которые распускал персидский шпион, подкупленный римлянами.
Только что пришедший к власти Хосров стремился добиться внутренней стабильности перед началом внешней экспансии в связи с чем пошёл на мирные переговоры с Юстинианом. В сентябре 532 года был подписан так называемый «Вечный мир», завершивший войну на достаточно унизительных для Восточной Римской империи условиях: выплата существенной контрибуции, возвращение покорённых земель и восстановление персидского контроля над Иберией. Это позволило Ситте вернуться в Константинополь, однако это, по словам Мартиндейла, скорее всего, произошло уже после окончания восстания «Ника», так как военачальник не упоминается в связи с этим событием. По одной из хронологий, в 535 году Ситта получил почётный титул патрикия и в том же году участвовал, по словам хрониста Марцеллина, в битве с булгарской армией, которая вторглась в Мёзию. Сражение произошло у реки Иапро, и в нём римляне одержали верх. Согласно другой хронологической версии, сражение произошло в 537 году, два года спустя. В 536 году, 18 марта, Ситту назначили почётным консулом, а два или три года спустя, после убийства Акакия, направили на подавление восстания против высокого налогообложения в Армении. Изначально Ситта планировал добиться от императора понижения налогов, однако этого не вышло из-за происков Адолия, и начались боевые действия. Он переманил несколько армянских кланов на свою сторону, однако затем, заподозрив их в нарушении договора, приказал казнить захваченных в плен представителей клана Аспет. Эта, по словам Рубина, «варварская мера» крайне не походила на традиционные действия и на характер Ситты и ускорила его «драматическое падение». По словам Прокопия Кесарийского это действие могло быть и вовсе совершено без ведома полководца. Так или иначе, мятежные кланы жаждали мести, и возможность появилась достаточно скоро: в битве при Энхакаоне характер местности вынудил обе армии сражаться разрозненными группами, а не объединёнными силами. Ситту атаковали в тот момент, когда он был в сопровождении всего нескольких человек, и убили. По одной из версий его убийцей был Артабан (который ударил копьём), а по второй — неизвестный армянин Соломон (зарезавший его клинком). Преемником Ситты на войне с армянами стал Вуза.

## Оценки
Прокопий описал кончину Ситты как недостойную того мастерства в бою, что он добился, и заслуг, что были при нём. Иоанн Малала описал Ситту как очень полезного империи человека. Оба они, а также Феофан согласны с тем, что Ситта был отличным воином. Прокопий также отмечал, что он был равен любому полководцу по своим навыкам, называл его человеком «воинственным и способным». Он же описал его как человека красивой внешности. Исследовавший переходную эпоху от античной империи к Византии III—VI вв историк Э. Штейн заявлял, что Ситта нисколько не уступал в военных навыках самому Велизарию, а как политик и вовсе превосходил его. По оценке Рубина, Ситта «сочетал высочайшую личную храбрость с благоразумием» и прекрасно знал страну, а также был «главным героем» восточной политики империи.

### Комментарии
1. ↑  Поводом для начала войны стало намерение шахиншаха ввести зороастрийские порядки в населённом преимущественно христианами царстве, что находилось под его протекторатом. Это было, в частности, сделано в нарушение договора[5], заключённого в 422 году и гарантировавшего свободу вероисповедания как зороастрийцам в Восточной Римской империи, так и христианам в Персии[6].